# Фраорт
Фраорт или Фравартиш (староперсийски: 𐎳𐎼𐎺𐎼𐎫𐎡𐏁, Fravartiš, мидийски: Frawartiš, еламски: Pirumartiš, вавилонски: Parumartiš, на старогръцки: Φραόρτης; Phraortes) е вторият цар на Мидия от 665 пр.н.е. до 633 пр.н.е.
Според Херодот той е син на цар Дейок и го наследява на трона в Екбатана и управлява 22 години. Той започва малко след възкачването му на трона успешна война против персите, които тогава населявали северзападен Иран и властва над двата народа. Според Херодот персите имали привилегирано положение в мидийското царство. Той започнал да покорява останалите райони на Азия. Накрая започнал война против Асирия, но претърпява поражение и при решителната битка е убит около 633 пр.н.е. от Ашурбанипал, царят на Ново-Асирия. Голяма част от войската му също е почти избита. След тази загуба Мидия попада за 28 години под скитска власт с цар Мадий, съюзници на асирийците.
Той е баща на Киаксар (упр. 625 – 585 пр.н.е.), който го наследява на трона и освобождава мидийците от скитското господство.